# Кабарега (водопад)
Кабаре́га (бывшее название Мерчисон-Фолс; англ. Kabarega Falls, Murchison Falls) — водопад в нижнем течении реки Виктория-Нил в Уганде, расположенный в 32 км к востоку от озера Альберт.
Река Виктория-Нил (часть Белого Нила от истока из озера Виктория до впадения в озеро Альберт) преодолевает на своём пути многочисленные пороги, пока не попадает в узкий каньон шириной около 6 м. Здесь река образует каскад из трёх водопадов с общим перепадом высот 120 м. Первый из них, высотой 43 м, и носит название Кабарега.
Водопад был открыт (или, возможно, переоткрыт) в 1864 году английским путешественником Сэмюэлем Бейкером, который назвал его Мерчисон-Фоллс в честь выдающегося шотландского геолога Родерика Мерчисона. В 1972 году водопад был переименован в Кабарега в честь правителя государства Уньоро в 1870—1899 годах, лидера вооружённого сопротивления английскому вторжению, национального героя Уганды Кабарега Чва II.